# Миннерат, Николас
Николас Лейк-Скотт Миннерат (англ. Nicolas Lake Scott Minnerath; род. 11 августа 1988, Коди, штат Вайоминг, США) — американский профессиональный баскетболист, играющий на позиции тяжёлого форварда.

## Карьера
Окончив университет Детройта в 2013 году, Миннерат провёл два сезона в Европе, играя в Испании за «Обрадойро» и во Франции за «Гавр» и «Шоле».
Перед сезоном 2015/2016 Миннерат заключил соглашение с «Кливленд Кавальерс», прошёл с командой предсезонную подготовку, но в окончательный состав не пробился, и провёл год, играя за фарм-клуб «Кливленда» в D-лиги «Кантон Чардж». Статистика Николаса составила 18,4 очка (56,4% двухочковые, 38,9% трёхочковые, 89,3% штрафные) и 6,9 подбора за 29,1 минуты в среднем за игру. По итогам сезона он был включен во вторую символическую пятёрку D-лиги.
В июле 2016 года Миннерат подписал 1-летний контракт с «Автодором». В составе саратовской команды провёл 22 матча в Единой лиге ВТБ, набирая в среднем 23,3 очка и 6,8 подбора за 34,0 минуты. В 15 встречах Лиги чемпионов ФИБА набирал в среднем 20,3 очка и 6,8 подбора за 34,1 минуты.
В розыгрыше Лиги чемпионов ФИБА Миннерат был признан «Самым ценным игроком» в 5 и 14 турах.
19 января 2017 года стал известен состав команд на «Матч всех звёзд Единой лиги ВТБ 2017». По итогам голосования болельщиков и анкетирования СМИ Миннерат попал в состав команды «Звёзды Мира». В этом матче Николас провел на паркете 19:13 минуты, отметившись 8 очками, 4 подборами, 1 перехватом и 1 передачей.
По итогам сезона 2016/2017 Миннерат стал обладателем призов «Лучшему снайперу» Единой лиги ВТБ и Лиги чемпионов ФИБА, а также вошёл в символическую пятёрку Единой лиги.
В июле 2017 года Миннерат перешёл в «Шанхай Шаркс», в составе которого набирал 27,4 очка и 8,4 подбора в среднем за матч.
В ноябре 2018 года подписал контракт с «Синьцзян Флаинг Тайгерс». В чемпионате Китая Николас в среднем набирал 16,3 очка и 6,5 подбора.
В январе 2019 года Миннерат продолжил карьеру в «Леонес де Понсе». В чемпионате Пуэрто-Рико Николас набирал в среднем 21,9 очка за игру и стал лучшим снайпером турнира.